# Sergei Iwanowitsch Solnzew

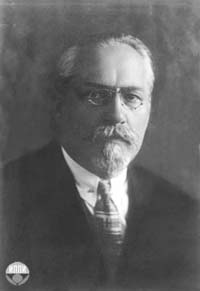
Sergei Iwanowitsch Solnzew

Sergei Iwanowitsch Solnzew (russisch Сергей Иванович Солнцев, wiss. Transliteration Sergej Ivanovič Solncev; * 2.jul. / 14. Oktober 1872greg. in Tereschok bei Roslawl, Gouvernement Smolensk, Russisches Kaiserreich; † 13. März 1936 in Moskau) war ein russisch-sowjetischer Ökonom.
Solnzew studierte in Sankt Petersburg, wo er zum Schülerkreis des Sozialhistorikers Alexander Lappo-Danilewski gehörte. Vor dem Ersten Weltkrieg hielt er sich mehrere Jahre zu Forschungszwecken im Ausland auf. Von 1913 bis zu seinem Tode lehrte er an verschiedenen Universitäten und Instituten in Sankt Petersburg bzw. Leningrad, in Tomsk, Noworossijsk und Odessa. Seit 1929 war er Mitglied der Akademie der Wissenschaften der UdSSR sowie der Ukrainischen Akademie der Wissenschaften. Zu Beginn seiner akademischen Laufbahn war Solncev ein marxisierender Liberaler, ging nach der Oktoberrevolution aber schrittweise auf marxistische Positionen über.
Nach 1920 war Solnzew der profilierteste Sprecher einer Gruppe sowjetischer Ökonomen, die eine von der in der Folge verbindlich etablierten Lesart beträchtlich abweichende Auslegung der Marxschen Kritik der politischen Ökonomie vertrat. Solnzew nahm Marx vor allem als Kritiker der sich bewusstlos vollziehenden Bewegung der kapitalistischen Produktionsweise ernst und bestritt, dass den Kategorien dieser Kritik – Ware, Wert, Geld usw. – nach der Überwindung des Kapitalismus noch irgendeine praktische oder theoretische Bedeutung zukomme. Eine sozialistische Planwirtschaft kenne keine „Bewegungsgesetze“, die „objektiv“ unhintergehbar seien. Demzufolge sterbe mit dem Kapitalismus auch die Wissenschaft der politischen Ökonomie ab, eine „politische Ökonomie des Sozialismus“ sei ein Widerspruch in sich, sie habe keinen Gegenstand und sei daher unmöglich. 1926 schrieb er in seiner Einführung in die politische Ökonomie:
„Wo es Planwirtschaft gibt, brauchen wir nicht nach spontanen sozialen Gesetzmäßigkeiten suchen; dort bauen die Menschen ihr Wirtschaftsleben bewusst, nach einem eigenen Plan, nach eigenen 'Gesetzen' und eigenen Vorhaben auf; dort, in dieser Planwirtschaft, ist die politische Ökonomie als Sozialwissenschaft überflüssig.“
Diese Position war bis zum Ende der 1920er Jahre in der sowjetischen Fachliteratur dominant, verschwand dann aber innerhalb kurzer Zeit nahezu spurlos. Mit dem ab 1928 unter den durch die NEP geschaffenen Bedingungen erfolgenden Übergang zur volkswirtschaftlichen Gesamtplanung wurden deren praktische Prämissen auch in der Theorieproduktion nachvollzogen. Dabei wurden neue Kategorien („sozialistische Warenproduktion“ und dgl.) entwickelt, aus denen schließlich die von Solnzew noch für widersinnig gehaltene Politische Ökonomie des Sozialismus als eigenständige und in allen sozialistischen Ländern extensiv betriebene wissenschaftliche Disziplin hervorging. Diese ging wie selbstverständlich davon aus, dass etwa das Wertgesetz auch unter sozialistischen Bedingungen wirksam sei; es diene
„im Sowjetstaat (...) der Festigung und Entwicklung der sozialistischen Produktion. Der Sowjetstaat bedient sich des Wertes, der Wertbeziehungen, der Ware-Geld-Beziehungen zur planmäßigen Erfassung und Verteilung des sozialistischen gesellschaftlichen Produkts, zur Durchführung des sozialistischen Prinzips der Bezahlung nach der Leistung, zur materiellen Förderung der sozialistischen Produktion usw.“

## Werke (Auswahl)
- Zarabotnaja plata kak problema raspredělenija, Sankt Petersburg 1911.
- Obščestvennye klassy. Važnejšie momenty v razvitii problemy klassov i osnovnye učenija, Petrograd 1923.
- Vvedenie v političeskuju ekonomiju. Pretmed i metod, Leningrad 1926.